# Mount Suggs
Mount Suggs ist ein 1500 m hoher Berg im westantarktischen Ellsworthland. In den Behrendt Mountains ragt er mit seiner felsigen Nordflanke 3 km südlich des Mount Goodman auf.
Der United States Geological Survey kartierte ihn anhand eigener Vermessungen und Luftaufnahmen der United States Navy aus den Jahren von 1961 bis 1967. Das Advisory Committee on Antarctic Names benannte ihn 1966 nach Henry E. Suggs, Verantwortlicher für die Ausrüstung des Mobile Construction Battalion One, das an der Errichtung der neuen Byrd-Station im antarktischen Sommer zwischen 1961 und 1962 beteiligt war.